# Jakow Goldblatt
Jakow Siemionowicz Goldblatt, ros. Яков Семенович Гольдблат (ur. 13 października 1860 w Suwałkach, zm. 25 stycznia 1929 w Nowym Jorku) – rosyjski artysta malarz i pedagog pochodzenia żydowskiego.

## Życiorys
Od 1878 studiował w Cesarskiej Akademii Sztuk Pięknych w Sankt Petersburgu. Za wybitne osiągnięcia artystyczne otrzymywał liczne nagrody i wyróżnienia m.in. mały złoty medal za pracę pt. Priam błaga Achillesa i duży złoty medal za Ostatnie chwile Sokratesa. W 1888 ukończył studia, otrzymując tytuł „Artysty pierwszej klasy w zakresie obrazów historycznych”. Dzięki otrzymanemu stypendium od 1889 kontynuował naukę za granicą. Po powrocie do Rosji w 1895 pracował w Rostowie nad Donem. Następnie nauczał w prywatnej szkole malarstwa i rzeźby w Sankt Petersburgu, obejmując funkcję jej dyrektora w 1902.
Malował obrazy i portrety na tematy historyczne, które były wystawiane w różnych miastach Rosji. Podczas wojny domowej wyjechał do Polski. Następnie zamieszkał w USA.

## Uwaga
1. ↑  Według części źródeł zmarł w Wilnie.